# Lal Krishna Advani
Lal Krishna Advani, född 8 november 1927 i Karachi, är en indisk politiker i partiet BJP, vars partiledare han är. Han har en juristexamen från Bombayuniversitetet.
Advani är också officiell oppositionsledare i Lok Sabha från 2004. Han var biträdande premiärminister och inrikesminister 1998-2004. Mest känd är Advani som ledaren för den rathjatra ("religiösa procession") över Indien, vilken lämnade efter sig islamohinduiska religisa kravaller med många döda, med Ayodhya som mål, där man avsåg rasera den för hinduerna förhatliga moskén Babri Masjid. Moskén kom också att raseras av den omkring miljon hinduer som anslöt sig till processionen. 
Advani har senare sagt att dagen då Babri Masjid raserades var den sorgligaste i hans liv. På grund av sådana uttalanden har han inte längre stöd från BJP:s moderorganisation, Rashtriya Swayamsewak Sangh.